# Temporada 1994-95 de los Denver Nuggets
La temporada 1994-95 fue la decimonovena de los Denver Nuggets en la NBA, tras la fusión de la liga con la ABA, donde había jugado nueve temporadas. La temporada regular acabó con 41 victorias y 41 derrotas, ocupando el octavo puesto de la conferencia Oeste, clasificándose para los playoffs, en los que cayeron en primera ronda ante los San Antonio Spurs.

## Elecciones en elDraft
| Ronda | Puesto | Jugador    | Posición | Nacionalidad   | Universidad |
| ----- | ------ | ---------- | -------- | -------------- | ----------- |
| 1     | 11     | Jalen Rose | Escolta  | Estados Unidos | Michigan    |

## Temporada regular
| División Medio Oeste   | División Medio Oeste | División Medio Oeste | División Medio Oeste | División Medio Oeste | División Medio Oeste | División Medio Oeste | División Medio Oeste | División Medio Oeste |
| Equipo                 | G                    | P                    | %                    | PD                   | Casa                 | Fuera                | Div                  |                      |
| ---------------------- | -------------------- | -------------------- | -------------------- | -------------------- | -------------------- | -------------------- | -------------------- | -------------------- |
| y-San Antonio Spurs    | 62                   | 20                   | .756                 | —                    | 33–8                 | 29–12                | 20–6                 |                      |
| x-Utah Jazz            | 60                   | 22                   | .732                 | 2                    | 33–8                 | 27–14                | 17–9                 |                      |
| x-Houston Rockets      | 47                   | 35                   | .573                 | 15                   | 25–16                | 22–19                | 13–13                |                      |
| x-Denver Nuggets       | 41                   | 41                   | .500                 | 21                   | 23–18                | 18–23                | 13–13                |                      |
| Dallas Mavericks       | 36                   | 46                   | .439                 | 26                   | 19–22                | 17–24                | 11–15                |                      |
| Minnesota Timberwolves | 21                   | 61                   | .256                 | 41                   | 13–28                | 8–33                 | 4–22                 |                      |

## Playoffs

### Primera ronda
San Antonio Spurs  vs. Denver Nuggets
| Fecha       | Partido                                  | Ciudad      |
| ----------- | ---------------------------------------- | ----------- |
| 28 de abril | San Antonio Spurs 104, Denver Nuggets 88 | San Antonio |
| 30 de abril | San Antonio Spurs 122, Denver Nuggets 96 | San Antonio |
| 2 de mayo   | Denver Nuggets 95, San Antonio Spurs 99  | Denver      |
|             | San Antonio Spurs gana las series 3-0    |             |

## Estadísticas

### Temporada regular
| Rk | Jugador            | Edad | P  | PT | MP   | TC  | TCI  | %TC  | T3  | T3I | %T3  | TL  | TLI | %TL   | RO  | RD  | RT   | AS  | RB  | TAP | BP  | FP  | PTS  |
| -- | ------------------ | ---- | -- | -- | ---- | --- | ---- | ---- | --- | --- | ---- | --- | --- | ----- | --- | --- | ---- | --- | --- | --- | --- | --- | ---- |
| 1  | Dikembe Mutombo    | 28   | 82 | 82 | 37.8 | 4.3 | 7.7  | .556 | 0.0 | 0.0 |      | 3.0 | 4.6 | .654  | 3.9 | 8.7 | 12.5 | 1.4 | 0.5 | 3.9 | 2.3 | 3.5 | 11.5 |
| 2  | Reggie Williams    | 30   | 74 | 70 | 29.7 | 5.2 | 11.4 | .459 | 1.1 | 3.6 | .320 | 1.8 | 2.4 | .759  | 1.3 | 3.2 | 4.4  | 3.1 | 1.5 | 0.9 | 1.7 | 3.6 | 13.4 |
| 3  | Bryant Stith       | 24   | 81 | 51 | 28.8 | 3.9 | 8.2  | .472 | 0.2 | 0.8 | .294 | 3.3 | 4.0 | .824  | 1.2 | 2.1 | 3.3  | 1.9 | 1.1 | 0.2 | 1.4 | 1.8 | 11.2 |
| 4  | Mahmoud Abdul-Rauf | 25   | 73 | 43 | 28.5 | 6.5 | 13.8 | .470 | 1.1 | 2.9 | .386 | 1.9 | 2.1 | .885  | 0.4 | 1.4 | 1.9  | 3.6 | 1.1 | 0.1 | 1.6 | 1.7 | 16.0 |
| 5  | Robert Pack        | 25   | 42 | 32 | 27.2 | 4.0 | 9.4  | .430 | 0.7 | 1.7 | .417 | 3.3 | 4.2 | .783  | 0.5 | 2.2 | 2.7  | 6.9 | 1.5 | 0.1 | 3.2 | 2.4 | 12.1 |
| 6  | Rodney Rogers      | 23   | 80 | 77 | 26.8 | 4.7 | 9.6  | .488 | 0.6 | 1.9 | .338 | 2.2 | 3.4 | .651  | 1.7 | 3.2 | 4.8  | 2.0 | 1.2 | 0.6 | 2.2 | 3.5 | 12.2 |
| 7  | Dale Ellis         | 34   | 81 | 3  | 24.6 | 4.3 | 9.6  | .453 | 1.3 | 3.2 | .403 | 1.4 | 1.6 | .866  | 0.7 | 2.0 | 2.7  | 0.7 | 0.5 | 0.1 | 1.0 | 1.8 | 11.3 |
| 8  | Jalen Rose         | 22   | 81 | 37 | 22.2 | 2.8 | 6.2  | .454 | 0.4 | 1.4 | .316 | 2.1 | 2.9 | .739  | 0.7 | 2.0 | 2.7  | 4.8 | 0.8 | 0.3 | 2.0 | 2.5 | 8.2  |
| 9  | Bison Dele         | 25   | 63 | 10 | 20.0 | 3.1 | 5.3  | .589 | 0.0 | 0.0 |      | 1.7 | 2.6 | .654  | 1.6 | 3.2 | 4.7  | 0.8 | 0.6 | 0.7 | 1.8 | 3.3 | 7.9  |
| 10 | Tom Hammonds       | 27   | 70 | 5  | 13.7 | 2.0 | 3.7  | .535 | 0.0 | 0.0 | .000 | 1.9 | 2.5 | .746  | 0.8 | 2.4 | 3.2  | 0.5 | 0.2 | 0.2 | 0.8 | 1.9 | 5.9  |
| 11 | Greg Grant         | 28   | 14 | 0  | 10.8 | 0.7 | 2.4  | .303 | 0.1 | 0.5 | .286 | 0.6 | 0.9 | .750  | 0.1 | 0.5 | 0.6  | 3.1 | 0.4 | 0.1 | 1.0 | 1.4 | 2.2  |
| 12 | LaPhonso Ellis     | 24   | 6  | 0  | 9.7  | 1.5 | 4.2  | .360 | 0.0 | 0.0 |      | 1.0 | 1.0 | 1.000 | 1.2 | 1.7 | 2.8  | 0.7 | 0.2 | 0.8 | 0.8 | 2.0 | 4.0  |
| 13 | Reggie Slater      | 24   | 25 | 0  | 9.4  | 1.6 | 3.2  | .494 | 0.0 | 0.0 |      | 1.6 | 2.2 | .727  | 0.8 | 1.4 | 2.3  | 0.5 | 0.3 | 0.1 | 1.0 | 1.9 | 4.8  |
| 14 | Cliff Levingston   | 34   | 57 | 0  | 8.2  | 1.0 | 2.3  | .423 | 0.0 | 0.0 | .000 | 0.3 | 0.8 | .422  | 0.9 | 1.3 | 2.2  | 0.5 | 0.2 | 0.4 | 0.4 | 1.6 | 2.3  |
| 15 | Mark Randall       | 27   | 8  | 0  | 4.9  | 0.4 | 1.3  | .300 | 0.0 | 0.1 | .000 | 0.0 | 0.0 |       | 0.5 | 1.0 | 1.5  | 0.1 | 0.0 | 0.0 | 0.1 | 0.6 | 0.8  |
| 16 | Eldridge Recasner  | 27   | 3  | 0  | 4.3  | 0.3 | 2.0  | .167 | 0.0 | 0.3 | .000 | 1.3 | 1.3 | 1.000 | 0.0 | 0.7 | 0.7  | 0.3 | 1.0 | 0.0 | 0.7 | 0.0 | 2.0  |
| 17 | Darnell Mee        | 23   | 2  | 0  | 4.0  | 0.5 | 2.5  | .200 | 0.5 | 1.5 | .333 | 0.0 | 0.0 |       | 0.0 | 0.5 | 0.5  | 1.0 | 0.5 | 0.0 | 0.0 | 0.0 | 1.5  |

## Estadísticas

### Playoffs
| Rk | Jugador            | Edad | P | PT | MP   | TC  | TCI  | %TC  | T3  | T3I | %T3  | TL  | TLI | %TL   | RO  | RD  | RT  | AS  | RB  | TAP | BP  | FP  | PTS  |
| -- | ------------------ | ---- | - | -- | ---- | --- | ---- | ---- | --- | --- | ---- | --- | --- | ----- | --- | --- | --- | --- | --- | --- | --- | --- | ---- |
| 1  | Jalen Rose         | 22   | 3 | 3  | 33.0 | 4.3 | 9.3  | .464 | 0.3 | 1.3 | .250 | 1.0 | 1.7 | .600  | 1.3 | 2.3 | 3.7 | 6.0 | 1.0 | 0.7 | 3.0 | 3.0 | 10.0 |
| 2  | Bryant Stith       | 24   | 3 | 1  | 28.3 | 5.7 | 10.7 | .531 | 0.3 | 2.0 | .167 | 5.0 | 6.3 | .789  | 1.0 | 2.0 | 3.0 | 2.3 | 0.3 | 0.3 | 0.0 | 2.3 | 16.7 |
| 3  | Dikembe Mutombo    | 28   | 3 | 3  | 28.0 | 2.0 | 3.3  | .600 | 0.0 | 0.0 |      | 2.0 | 3.0 | .667  | 1.3 | 5.0 | 6.3 | 0.3 | 0.0 | 2.3 | 2.3 | 5.0 | 6.0  |
| 4  | Reggie Williams    | 30   | 3 | 3  | 28.0 | 2.7 | 12.0 | .222 | 1.3 | 4.3 | .308 | 2.0 | 2.0 | 1.000 | 1.7 | 3.7 | 5.3 | 4.0 | 1.0 | 0.3 | 1.0 | 3.7 | 8.7  |
| 5  | Mahmoud Abdul-Rauf | 25   | 3 | 2  | 25.3 | 4.0 | 11.0 | .364 | 0.7 | 4.0 | .167 | 4.7 | 4.7 | 1.000 | 0.7 | 1.0 | 1.7 | 1.7 | 0.7 | 0.0 | 2.7 | 2.7 | 13.3 |
| 6  | Rodney Rogers      | 23   | 3 | 3  | 25.3 | 4.0 | 7.3  | .545 | 0.3 | 1.3 | .250 | 0.3 | 1.3 | .250  | 0.3 | 3.7 | 4.0 | 1.7 | 1.0 | 1.3 | 1.7 | 4.3 | 8.7  |
| 7  | Dale Ellis         | 34   | 3 | 0  | 24.3 | 3.3 | 9.3  | .357 | 1.3 | 4.3 | .308 | 4.0 | 4.3 | .923  | 2.0 | 2.7 | 4.7 | 1.0 | 0.7 | 0.3 | 0.7 | 2.0 | 12.0 |
| 8  | Bison Dele         | 25   | 3 | 0  | 14.7 | 3.3 | 6.0  | .556 | 0.0 | 0.0 |      | 1.3 | 1.3 | 1.000 | 1.7 | 4.3 | 6.0 | 0.7 | 0.0 | 0.3 | 3.3 | 5.0 | 8.0  |
| 9  | Tom Hammonds       | 27   | 3 | 0  | 14.7 | 3.0 | 4.7  | .643 | 0.0 | 0.0 |      | 0.7 | 2.0 | .333  | 1.0 | 1.3 | 2.3 | 0.3 | 0.0 | 0.7 | 1.3 | 4.0 | 6.7  |
| 10 | Cliff Levingston   | 34   | 3 | 0  | 11.7 | 1.0 | 2.0  | .500 | 0.0 | 0.0 |      | 0.3 | 0.7 | .500  | 2.0 | 1.0 | 3.0 | 0.3 | 1.0 | 0.7 | 0.7 | 1.3 | 2.3  |
| 11 | Greg Grant         | 28   | 3 | 0  | 6.7  | 0.0 | 2.0  | .000 | 0.0 | 0.3 | .000 | 0.7 | 0.7 | 1.000 | 1.0 | 0.0 | 1.0 | 1.7 | 0.3 | 0.0 | 0.0 | 1.7 | 0.7  |

## Galardones y récords
| Jugador         | Galardón                                                                 |
| Dikembe Mutombo | Mejor Defensor de la NBA 2.º Mejor quinteto defensivo de la NBA All-Star |
| Jalen Rose      | 2.º Mejor quinteto de rookies de la NBA                                  |